# Espills (cim)
Espills és una muntanya amb dos cims bessons, de 1.185,4 i 1.186,6 m d'altitud situat a l'antic terme ribagorçà de Sapeira, de l'Alta Ribagorça, pertanyent a l'actual terme municipal de Tremp, del Pallars Jussà. Està situat al centre de l'antic terme de Sapeira, al nord-est del poble d'Espills; és el cim culminant de la carena on està situat el poble. És al sud-oest del Tossal de l'Abadia. Conté la fita geodèsica núm. 255086001.